# Новий Тіволі
Тіволі — футбольний стадіон у спортивному парку Соерс в Аахені, Німеччина, який був відкритий 17 серпня 2009 року замість Старого Тіволі неподалік. Тут проводяться домашні матчі « Алеманії» з Аахена в Західній регіональній лізі . Стадіон вміщує 31 026 глядачів – 11 681 стоячий глядач і 19 345 сидячих місць. (Повна) місткість для міжнародних ігор становить 27 250 місць.
Спершу місто запропонувало збудувати новий стадіон за містом, біля місцевого аеропорту. Проте вболівальники хотіли, щоб стадіон побудували в межах міста. Після тривалих дебатів у лютому 2007 року було оприлюднено плани, згідно з якими новий стадіон буде побудований у Спортпарку Соерс, спортивній зоні, де знаходився попередній стадіон.
Близько 4,2 мільйона євро витрат на будівництво було профінансовано за рахунок облігацій, призначених головним чином для прихильників Alemannia Aachen.
Перший міжнародний матч відбувся 4 вересня 2009 року, коли молодіжна збірна Німеччини з футболу зіграла свій перший матч кваліфікації Чемпіонату Європи з футболу серед юніорів 2011 року проти Сан-Марино, у якому вона виграла з рахунком 6–0.

## Галерея

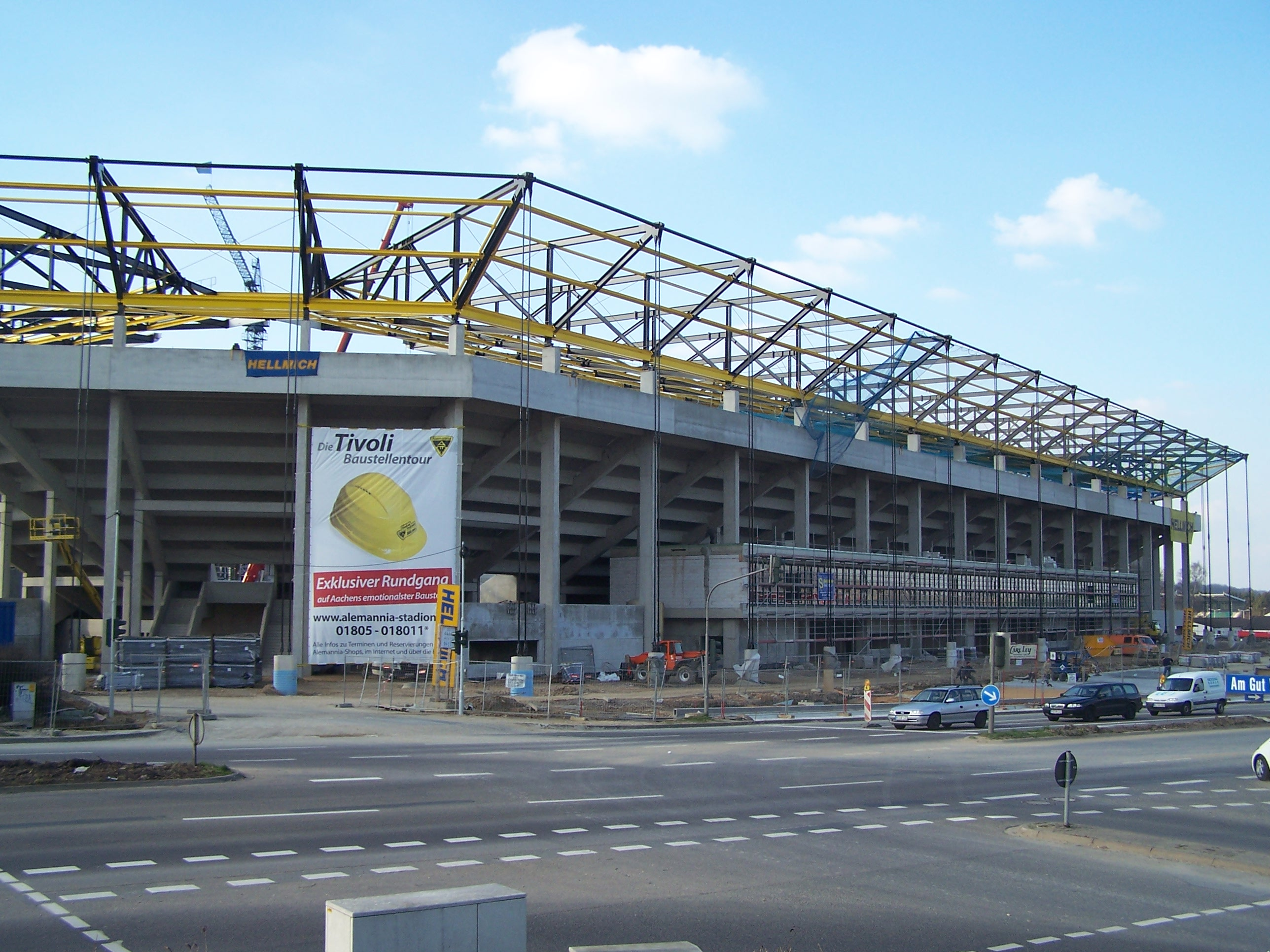
Будується новий Tivoli
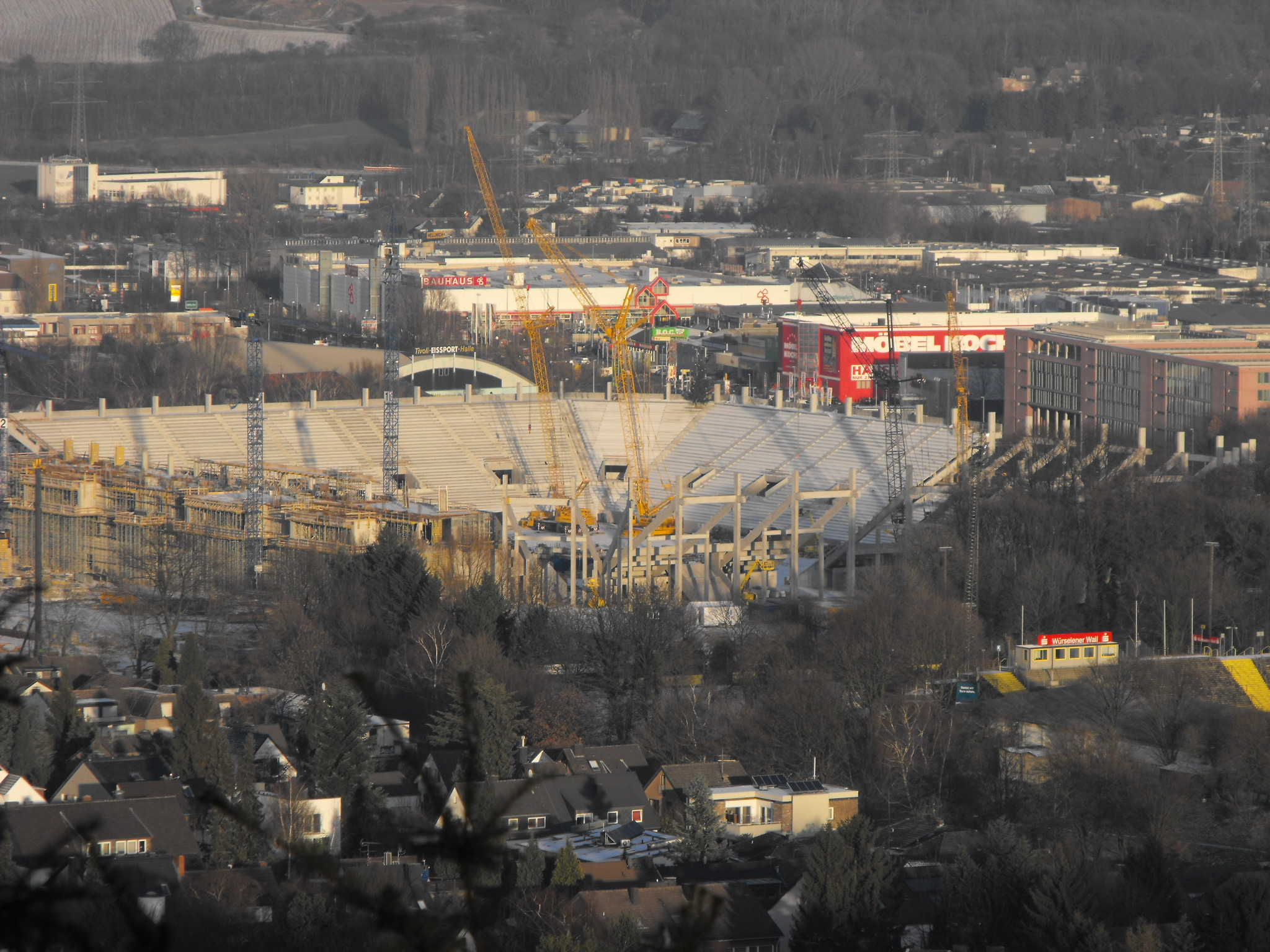
Будівництво нового Тіволі, вигляд з Лоусберга
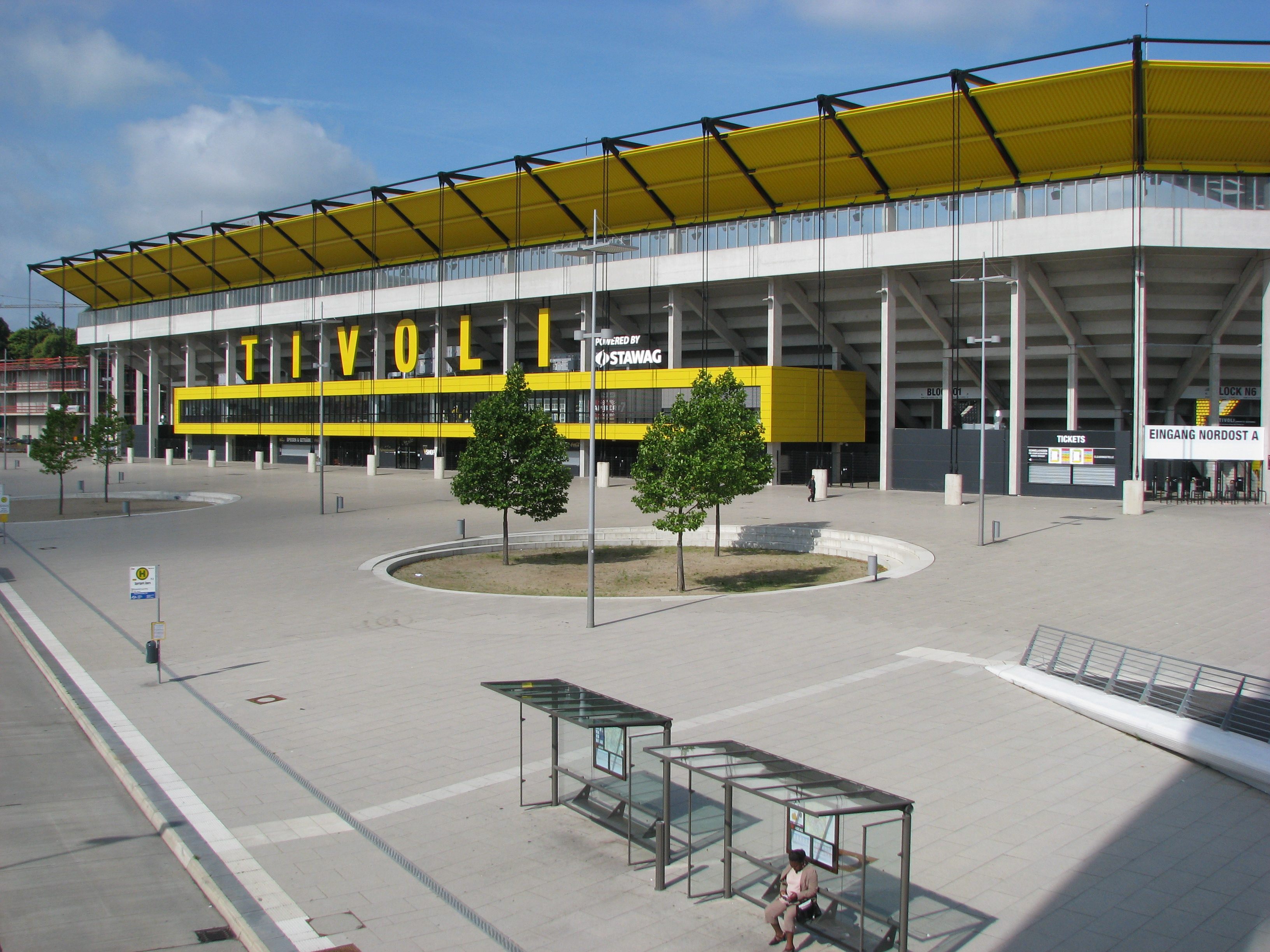
Східна трибуна
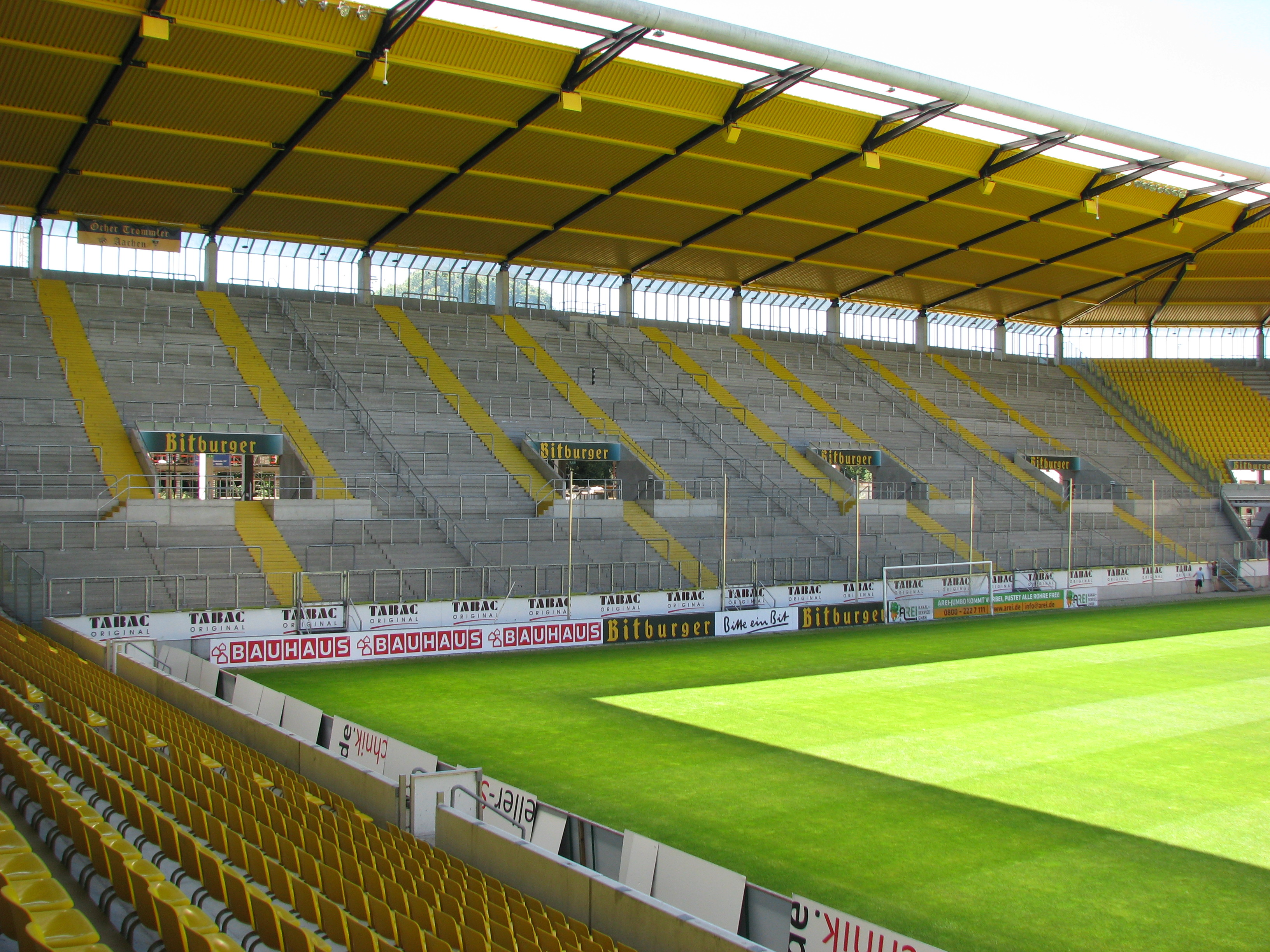
Південна трибуна (Bitburger Wall)
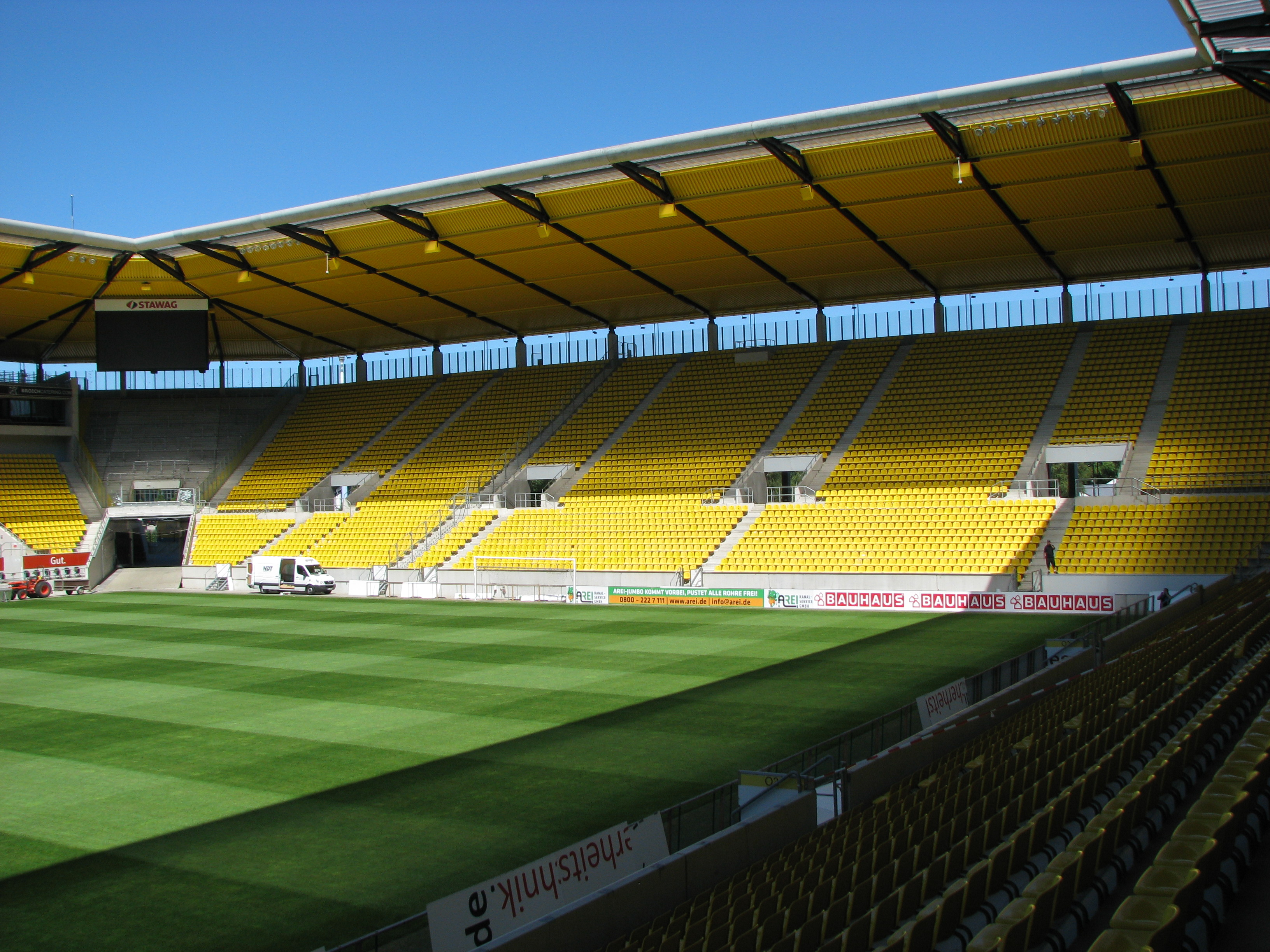
Північна трибуна
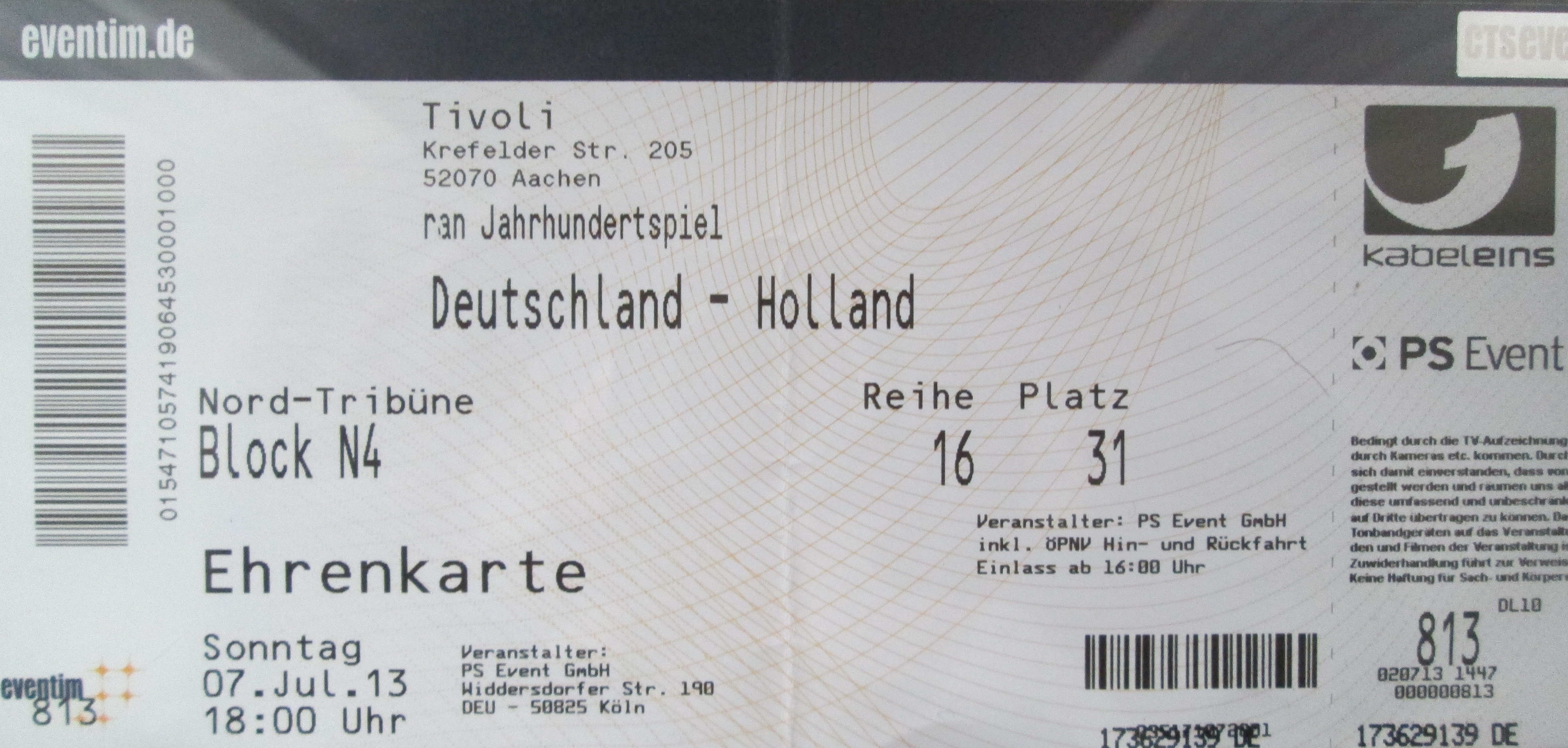
Квиток на матч між Німеччиною та Нідерландами, який грають у Тіволі